# Pizzo Molare
Il Pizzo Molare (2.585 m s.l.m. - detto anche Pizzo di Molare) è una montagna delle Alpi del Monte Leone e del San Gottardo nelle Alpi Lepontine.

## Descrizione
Si trova nel Distretto di Blenio in Canton Ticino (Svizzera). La montagna è collocata nel Gruppo del Sole tra la Val Leventina e la Valle di Blenio. Si può salire sulla vetta partendo dalla Valle di Blenio e passando per la Capanna Piandios (1.860 m s.l.m.).